# Hipotrocoide
Una hipotrocoide, en geometría, es la curva plana que describe un punto vinculado a una circunferencia generatriz que rueda dentro de una circunferencia directriz, tangencialmente, sin deslizamiento. 
La palabra se compone de las raíces griegas hipo hupo (abajo) y trokos (rueda).
Estas curvas fueron estudiadas por Albrecht Dürer en 1525, Ole Christensen Rømer en 1674 y Bernoulli en 1725.

## Ecuaciones
Siendo {\displaystyle q={\dfrac {a}{b}}} (donde {\displaystyle q>1}) y {\displaystyle d=kb}, con circunferencia directriz de radio a, y circunferencia generatriz de radio a, y la distancia al centro de la generatriz d, la ecuación de la hipotrocoide es:
{\displaystyle z=a=x} pero x no es igual a A
donde:
{\displaystyle qz=a[(q-1)e^{it}+ke^{-i(q-1)t}]\,}
{\displaystyle q(x+iy)=a(q-1)\cos(t)+ia(q-1)\sin(t)+ak\cos[(q-1)t]-iak\sin[(q-1)t]}
Por identificación de las partes reales e imaginarias se obtiene:
{\displaystyle qx=a(q-1)\cos(t)+ka\cos[(q-1)t)];\,}
{\displaystyle qy=a(q-1)\sin(t)-ka\sin[(q-1)t)];\,}
donde: 
{\displaystyle q={\dfrac {a}{b}}} y {\displaystyle k={\dfrac {d}{b}}\,}.
Sabiendo que {\displaystyle a=R}, {\displaystyle b=r} y {\displaystyle t=\theta }, obtenemos las ecuaciones siguientes: 
{\displaystyle x=(R-r)\cos \theta +d\cos \left({R-r \over r}\theta \right)}
{\displaystyle y=(R-r)\sin \theta -d\sin \left({R-r \over r}\theta \right)}
el ángulo {\displaystyle \theta } varía de 0 a 2π.
Las elipses son casos particulares de hipotrocoide, donde {\displaystyle R=2r}.
Las hipocicloides son casos particulares, donde {\displaystyle d=r} (el punto fijo de la generatriz)
|  |  |

## Aplicaciones
- Los espirografos (son juguetes para dibujar) crean hipotrocoides.
- Las hipotrocoides definen el soporte de los autovalores de matrices aleatorias con correlaciones cíclicas.[1]

## Curvas cíclicas
Curva cíclica
| La directriz es una recta |                   |                   |
| d = r                     | d < r             | d > r             |
| cicloide                  | trocoide          | trocoide          |
| cicloide normal           | cicloide acortada | cicloide alargada |
| La directriz es una circunferencia       |                     |                       |                       |
|                                          | d = r               | d < r                 | d > r                 |
| La generatriz es exterior a al directriz | epicicloide         | epitrocoide           | epitrocoide           |
| La generatriz es exterior a al directriz | epicicloide normal  | epicicloide acortada  | epicicloide alargada  |
| La generatriz es interior a al directriz | hipocicloide        | hipotrocoide          | hipotrocoide          |
| La generatriz es interior a al directriz | hipocicloide normal | hipocicloide acortada | hipocicloide alargada |
| La directriz es interior a al generatriz | pericicloide        | peritrocoide          | peritrocoide          |
| La directriz es interior a al generatriz | pericicloide normal | pericicloide acortada | pericicloide alargada |